# Kutonen
La Kutonen (in finlandese Numero sei) è l’ottava divisione del campionato di calcio finlandese ed è gestita a livello regionale. 
È composta da 25 gironi all'italiana, con una suddivisione provinciale. Le squadre promosse salgono nella Vitonen; le retrocesse scendono nella Seiska.

## Gruppi
I gironi sono così ripartiti per regione:
- Helsinki - 4 gruppi (55 squadre)

Gruppo 1 2010
Gruppo 2 2010
Gruppo 3 2010
Gruppo 4 2010
- Uusimaa - 7 gruppi (68 squadre)

Gruppo 1 2010 Archiviato il 2 marzo 2012 in Internet Archive.
Gruppo 2 2010 Archiviato il 2 marzo 2012 in Internet Archive.
Gruppo 3 2010 Archiviato il 2 marzo 2012 in Internet Archive.
Gruppo 4 2010 Archiviato il 2 marzo 2012 in Internet Archive.
Gruppo 5 2010 Archiviato il 2 marzo 2012 in Internet Archive.
Gruppo 6 2010 Archiviato il 2 marzo 2012 in Internet Archive.
Gruppo 7 2010
- Kaakkois-Suomi (Finlandia Sud-orientale)- 3 gruppi (21 squadre)

Gruppo sud 2010
Gruppo est 2010
Gruppo nord 2010
- Keski-Pohjanmaa (Ostrobotnia centrale)- 2 gruppi (22 squadre)

Gruppo A 2010 Archiviato il 3 marzo 2012 in Internet Archive.
Gruppo B 2010 Archiviato il 3 marzo 2012 in Internet Archive.
- Vaasa  - 3 gruppi (29 squadre)

Gruppo 1 2010 Archiviato il 3 marzo 2012 in Internet Archive.
Gruppo 2 2010 Archiviato il 3 marzo 2012 in Internet Archive.
Gruppo 3 2010 Archiviato il 3 marzo 2012 in Internet Archive.
- Tampere - 3 gruppi (34 squadre)

Gruppo 1 2010
Gruppo 2 2010
Gruppo 3 2010
- Turku - 3 gruppi (32 squadre)

Gruppo 1 2010 Archiviato il 3 marzo 2012 in Internet Archive.
Gruppo 2 2010
Gruppo 3 2010